# Hylacola cauta
Hylacola cauta là một loài chim trong họ Acanthizidae.